# الزمن والكلاب (فلم)
الزمن والكلاب: فيلم جريمة درامي مصري من إنتاج سنة 1996. من إخراج سمير سيف، وتأليف طارق عبد الجليل، وإنتاج أفلام جرجس فوزي، ومن بطولة نور الشريف، ودلال عبد العزيز، وأبو بكر عزت، وحسن حسني، وسارة، ومصطفى رزق، وسعيد طرابيك، وميرال، ومصطفى متولي. يتناول الفيلم قصة سلطان هانم للعمل كخادمة في فيلا الدكتور فايز ويتردد عليها كثيرًا، وبعد اكتشاف الدكتور فايز العلاقة بينهما، يقتل سلطان الدكتور ويسرق أمواله، يستثمر سلطان هذه الأموال في شركة ويتزوج من ثرية، ومع إلحاح هانم عليه، يستدرجها ويقتلها ويطلب من صديقه حنفي المقيم في القبور دفن جثتها.

## القصة
سلطان ترك جامعته وسافر لليونان بحثًا عن عمل، ليلتقي بمن يلحقه بالعمل على مركب تجاري، ليفاجأ بمهاجمة البوليس لوجود مخدرات بالمركب ويكون نصيبه 7 سنوات سجن ليعود لمصر، ويعمل سائقًا على تاكسي، ويتعرف على الفلّاحة هانم الخادمة لدى الدكتور فايز ويمثل عليها الحب والرغبة في الزواج ويستدرجها لشقته ويعتدي عليها مع وعد بالزواج، ويتابع ممارسة الرذيلة معها كلما غاب الدكتور عن المنزل، حتى كان يومًا باع فيه الدكتور أرضًا وعاد للمنزل ليكتشف خادمته عارية في أحضان عشيقها، فلما أراد تأديبهما، قتله سلطان وإستولى على حقيبة نقوده وفر هاربًا مع هانم، ليكتشف البوليس هروب الخادمة فيتهمها وزميلها بالقتل، فقام سلطان بإخفاء هانم لدى صديقه المعلم حنفي وأفهمه أنها سهلة المنال.
علم صاحب التاكسي المعلم حماد بالثروة التي هبطت على سلطان، فدله على الموظف الفاسد عادل الذي طلب منه تكوين شركة استيراد ومخازن والتقدم لشراء ماكينات مكهنة من الشركة التي يعمل بها، ثم إعادة بيعها للشركة، وضاعف سلطان ثروته، وتعرف على رئيس الشركة وخطب إبنته هالة ونسي تمامًا ضحيته هانم، التي فشل التربي في النيل منها فدلها على طريق سلطان، الذي إستدرجها لصحراء المقطم وطعنها عدة طعنات ونقلها إلى المدافن وطلب من المعلم حنفي دفنها سرًا، واكتشف حنفي أنها مازالت على قيد الحياة، فإتصل بصاحب المستشفى الخاص الذي يشتري جثث الموتى من حنفي ويبيعها أجزاء لطلبة كلية الطب، والذي قام بعلاجها، ثم نقلها للمستشفى وأجرى لها جراحة دقيقة أنقذ بها حياتها، وكله بثمنه، وشفيت هانم وقصت حكايتها مع سلطان لحنفي، الذي كان مستاءً من خداع سلطان له وتخليه عنه بعد أن كون ثروة كبيرة من القتل والنصب، واستغل طلب الثري كمال نظمي لخادمة، فأرسل له هانم بعد أن زور لها بطاقة جديدة باسم هدى وشعر كمال بيه بأن هدى ملئت الفراغ الذي تركته المرحومة زوجته، فتزوجها وحولها إلى هانم من كل الوجوه، وفكرت هانم في الانتقام واتفقت مع المعلم حنفي الذي أخبر سلطان بصفقة طفايات حريق بالجمرك ثمنهم 10 آلاف جنيه، ولكن بداخلهم هيروين بعشرة مليون وعليه أن يدخل المزاد ويفوز به بأي ثمن، ودله حماد على تاجر المخدرات القط الذي ساعده بالتمويل، وفاز بالصفقة، ولكن لم يجد الهيروين فضاعت أمواله وهرب من المعلم القط الذي قبض عليه لقتله، ولكن المعلم حنفي أنقذه، وألحقه بالعمل سائقًا لدى كمال بيه وزوجته هدى هانم، ليكتشف سلطان أن الهانم هدى هي قتيلته هانم، التي استدرجته بدعوى الحب إلى أحد الشقق، وناولته خمرًا مدعومًا بحبوب منومة، وتمكنت من تقييده وطعنه عدة طعنات ببطنه كما فعل معها، وتم القبض على هانم وسجنها.

## طاقم التمثيل

### الشخصيات الرئيسية
- نور الشريف بدور سلطان
- دلال عبد العزيز بدور هانم
- أبو بكر عزت بدور كمال
- حسن حسني بدور حنفي
- سارة بدور سلوي
- مصطفى رزق
- سعيد طرابيك
- ميرال بدور هالة
- مصطفى متولي

### الشخصيات الثانوية
- مصطفى هاشم
- محمد أبو العينين
- أحمد كمالي
- ربيع الصغير
- حمدي السخاوي
- جميلة عزيز
- عبد الله حفني
- عادل هلال
- مجدي كامل
- عبد العزيز مبارك
- سيد مصطفى
- أسامة عشم
- هشام السيد
- سمير حسين
- سيد امبابي
- محمود الجنايني
- عباس كامل
- عطا الغمراوي
- أسامة الصيرفي

## وصلات خارجية
- الزمن والكلاب على موقع الدهليز
- الزمن والكلاب على موقع قاعدة بيانات الأفلام العربية